# Silke J. Fogelberg
Silke J. Fogelberg (født 1998) var formand for Danske Skoleelever (DSE) fra april 2015 til april 2016. 6 april 2014, blev hun valgt ind i Danske Skoleelevers bestyrelse, som formand for den nydannede region - region Fyn, og inden da, havde hun et år siddet som medlem af regionsbestyrelsen for det der engang blev kaldt Syddanmark.
Hun har tidligere gået på Hunderupskolen i Odense, hvor hun også i en periode var formand for skolens elevråd, og hvorfra hun i juni 2015 tog afgangsprøven efter 9. klasse. Efter færdiggjort skolegang valgte hun i skoleåret 2015-2016 at arbejde et års tid på Danske Skoleelevers Sekretariat i Randers som fuldtids frivillig tillige med 14 andre frivillige, der har taget et år ud af kalenderen for at arbejde for elevorganisationen.
Fra 2016 til 2018 var Silke Fogelberg indskrevet på FYNs HF-kursus.
I 2018 begynde hun på jurastudiet på Syddansk Universitet.